# Slidell
Slidell é uma cidade localizada no estado americano de Luisiana, na Paróquia de St. Tammany.

## Demografia
Segundo o censo americano de 2000, a sua população era de 25.695 habitantes.
Em 2006, foi estimada uma população de 28.089, um aumento de 2394 (9.3%).

## Geografia
De acordo com o United States Census Bureau tem uma área de
31,3 km², dos quais 30,5 km² cobertos por terra e 0,8 km² cobertos por água. Slidell localiza-se a aproximadamente 4 m acima do nível do mar.

## Localidades na vizinhança
O diagrama seguinte representa as localidades num raio de 32 km ao redor de Slidell.